# Tony Wied
Anthony Christian Wied dit Tony Wied, né le 3 mai 1976 à Lincoln, au Nebraska, est un homme politique américain. Membre du Parti républicain, il est élu du Wisconsin à la Chambre des représentants des États-Unis depuis 2024.

## Biographie
Le 5 novembre 2024, il est élu représentant dans le 8e district du Wisconsin, pour achever le mandat de Mike Gallagher, démissionnaire, et entre en fonction le 12 novembre. Il remporte également l'élection pour le même siège dont le mandat commence le 3 janvier 2025.